# Astrochelys
Astrochelys är ett släkte av sköldpaddor som ingår i familjen landsköldpaddor och som beskrevs av Gray 1873.

## Arter
Arter enligt Catalogue of Life och The Reptile Databas.
- Strålsköldpadda (Astrochelys radiata), lever på södra Madagaskar.
- Astrochelys yniphora, hittas på nordvästra Madagaskar.